# Thịnh Trường
Thịnh Trường là một xã thuộc huyện Nghi Lộc, tỉnh Nghệ An, Việt Nam.
Theo Nghị quyết số 1243/NQ-UBTVQH15 của Uỷ ban thường vụ Quốc hội về việc sắp xếp đơn vị hành chính cấp huyện, cấp xã của tỉnh Nghệ An giai đoạn 2023 - 2025, thành lập xã Thịnh Trường trên cơ sở nhập toàn bộ diện tích tự nhiên là 5,60 km2, quy mô dân số là 6.040 người của xã Nghi Thịnh và toàn bộ diện tích tự nhiên là 8,72 km2, quy mô dân số là 6.687 người của xã Nghi Trường.

## Địa lý
Xã Thịnh Trường có diện tích tự nhiên là 14,32 km2 và quy mô dân số là 12.727 người.
Xã Thịnh Trường giáp các xã Khánh Hợp, Nghi Long, Nghi Thạch, Nghi Trung, Nghi Xá và thành phố Vinh.

## Đền Diên Cờ
Đền Diên Cờ là di tích lịch sử văn hóa lâu đời, đền thờ Thần Cao Các người làng Cao Xá, sinh ngày 6 tháng 1 năm 938, là vị tướng nhà Đinh đã theo Đinh Bộ Lĩnh và có công sáng lập Nhà Đinh, được ban thực ấp ở vùng đất huyện An Ninh.